# تاكيو فوكوي
تاكيو فوكوي (باليابانية: 福井威夫؛ بالكانا: ふくい たけお) هو مهندس ياباني، ولد في 28 نوفمبر 1944 في طوكيو في اليابان.

## وصلات خارجية
- تاكيو فوكوي على موقع مونزينجر (الألمانية)